# Habère-Lullin
Habère-Lullin är en kommun i departementet Haute-Savoie i regionen Auvergne-Rhône-Alpes i sydöstra Frankrike. Kommunen ligger i kantonen Boëge som tillhör arrondissementet Thonon-les-Bains. År 2022 hade Habère-Lullin 1 091 invånare.

## Befolkningsutveckling
Antalet invånare i kommunen Habère-Lullin
| Referens: INSEE |